# Alekszandr Nyikolajevics Rozenberg
Alekszandr Nyikolajevics Rozenberg (oroszul: Александр Николаевич Розенберг; Lagyizsin, 1967. október 18. –) Dnyeszteren túli politikus, 2022. május 30. óta Dnyeszter Menti Köztársaság miniszterelnöke.

## Életrajz
Alekszandr Rozenberg 1967. október 18-án született a mai Ukrajna területén fekvő Lagyizsinban. 1986-ban a pridnyesztroviai energetikai főiskolán szerzett villamosmérnöki diplomát, majd 1994-ben a Moldovai Állami Agrártudományi Egyetemen szerzett hasonló diplomát. Pályafutását 1986-ban egy állami gazdaságban kezdte, majd igazságügyi miniszterként dolgozott.
Rozenberg 2012 márciusában egy helyi pékséget kezdett vezetni a Dnyeszteren túli fővárosban, Tiraspolban. Később, 2022. január 20-án lett Dnyeszteren túli mezőgazdasági és természeti erőforrások minisztere, és egészen addig szolgált, amíg Vagyim Krasznoszelszkij elnök 2022. május 27-én, Alekszandr Martyinov lemondását követően ki nem nevezte Dnyeszteren túli miniszterelnökké. A kinevezés május 30-án lépett hatályba.